# Hippeastrum damazianum
Hippeastrum damazianum là một loài thực vật có hoa trong họ Amaryllidaceae. Loài này được Beauverd mô tả khoa học đầu tiên năm 1906.